# Condat-lès-Montboissier
Condat-lès-Montboissier é uma comuna francesa na região administrativa de Auvérnia-Ródano-Alpes, no departamento Puy-de-Dôme. Estende-se por uma área de 19,64 km². Em 2010 a comuna tinha 230 habitantes (densidade: 11,7 hab./km²).